# Anne Poleska
Anne Poleska (* 20. Februar 1980 in Krefeld) ist eine ehemalige deutsche Schwimmerin. Sie war Aktivensprecherin der deutschen Schwimmnationalmannschaft.

## Werdegang
Poleska war Teilnehmerin an Olympischen Spielen 2000 in Sydney. Ihre Spezialdisziplin war die 200-m-Bruststrecke. Nach den Spielen in Sydney entschied sie sich, in den USA an der Universität Alabama zu studieren und zu trainieren. Ein erster Erfolg der Trainingsarbeit in den USA war 2001 ein Weltcupsieg in New York über 200 m Brust auf der Kurzbahn.
Bei den Schwimmweltmeisterschaften 2003 in Barcelona wurde sie Vierte über 200 m Brust, und bei den Olympischen Spielen 2004 in Athen gelang ihr bis dahin größter Erfolg: Sie gewann die Bronzemedaille über 200 m Brust.
Dafür wurde sie am 16. März 2005 mit dem Silbernen Lorbeerblatt ausgezeichnet.
Bei den Schwimmweltmeisterschaften 2005 in Montreal gewann sie Silber über 200 m Brust und musste sich nur Leisel Jones geschlagen geben, die mit 2:21,72 Minuten einen neuen Weltrekord aufstellte.
Nachdem Franziska van Almsick ihre aktive Karriere beendet hatte, war Anne Poleska eine der prominentesten Schwimmerinnen des DSV und wurde das „Gesicht des deutschen Schwimmsports“ genannt. Sie startete für die SG Krefeld.
Bei den Schwimmweltmeisterschaften 2007 in Melbourne schied sie auf ihrer Paradestrecke – den 200 Metern Brust – bereits im Vorlauf aus, da sie sich zwei Wochen vor den Weltmeisterschaften im Trainingslager einen Bänderriss zugezogen hatte.
Bei den Olympischen Spielen 2008 in Peking belegte sie im Semifinale in 2:26,71 Minuten die zehntbeste Zeit und verpasste damit knapp den Finaleinzug. Anschließend erklärte sie, dass sie ihre internationale Karriere nun beenden wolle.
Poleska wurde bis zu dessen Tod im April 2011 von Michael Lohberg betreut. Sie lebte für ihr Studium in Coral Springs und ist mit dem Ruderer Jochen Urban verheiratet.